# Araceae
Familia Araceae cuprinde plante erbacee cu tuberculi sau rizomi și aparține ordinului Alismatales, în sistemul APG III (2009). În sistemul Cronquist (1981), aparținea ordinului Arales.

## Caracteristici
- Frunzele pot fi liniare sau diferențiate în pețiol și limb, (limbul este adesea divizat).
- Florile sunt bisexuate sau unisexuate, grupate în spadice cu spată viu colorată.
- Spadicele au florile mascule în partea terminală, iar cele femele în partea inferioară.
- Fructul este o bacă.

- Familia Araceae cuprinde circa 1800 de specii.

## Genuri
- Acorus
- Aglaonema
- Alocasia
- Amorphophallus
- Anthurium
- Anubias
- Arisaema
- Arisarum
- Arum
- Caladium
- Calla
- Colocasia
- Cryptocoryne
- Culcasia
- Dieffenbachia
- Dracununculus
- Homalomena
- Lysichitum
- Monstera
- Orontium
- Philodendron
- Scindapsus
- Spathiphyllum
- Xanthosoma
- Zantedeschia

## Specii din România
Flora României conține 10 specii spontane și cultivate ce aparțin la 7 genuri:
- Anthurium
  - Anthurium andreanum – Floarea flamingo
  - Anthurium scherzerianum – Floarea flamingo
- Arum
  - Arum cilindraceum – Rodul pământului
  - Arum maculatum – Rodul pământului
  - Arum orientale – Rodul pământului
- Calla
  - Calla palustris – Coada smeului
- Colocasia
  - Colocasia esculenta – Colocazie
- Monstera
  - Monstera deliciosa – Filodendron
- Pistia
  - Pistia stratiotes – Salată de apă, Salată de Nil
- Zantedeschia
  - Zantedeschia aethiopica – Floarea miresei, Cala

## Imagini

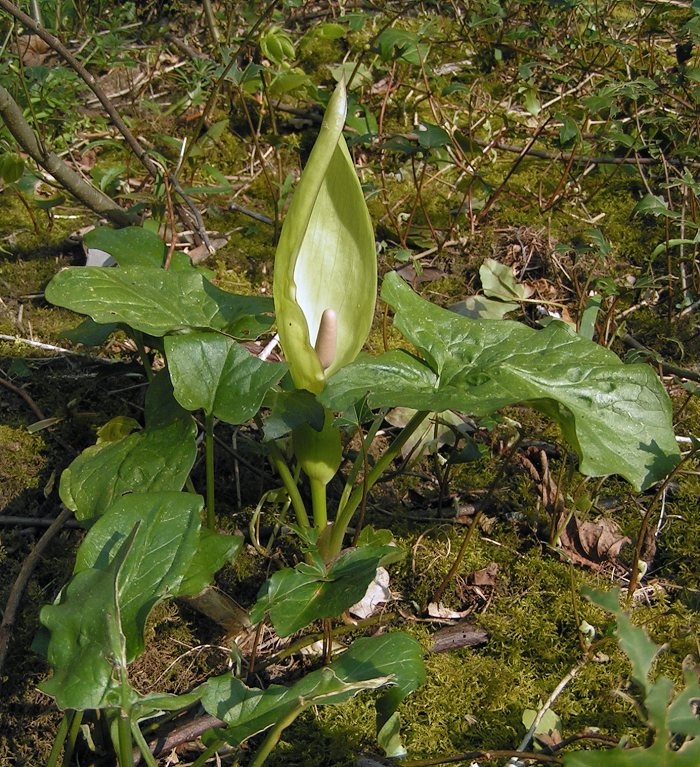
Arum maculatum (Rodu pământului)
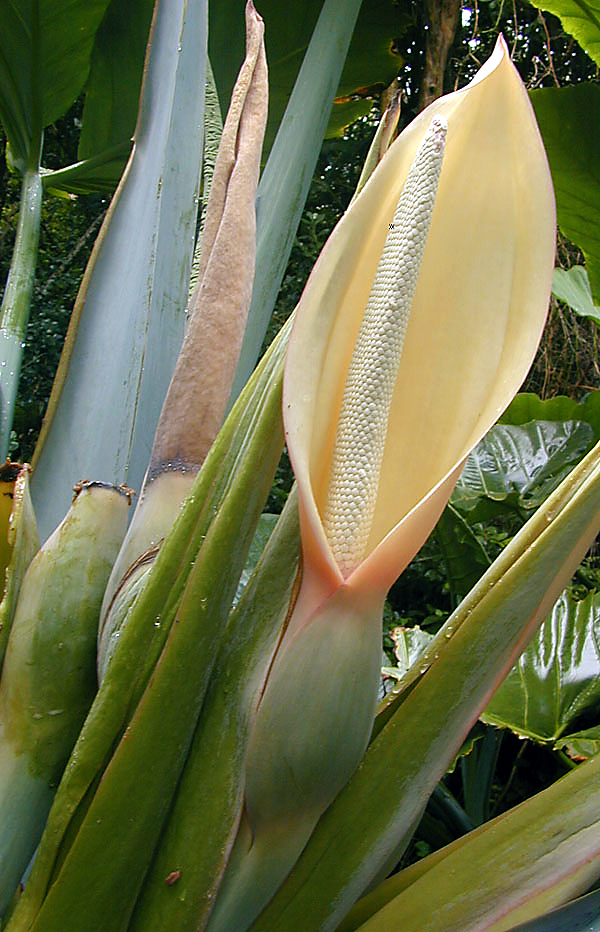
Arum (floare)
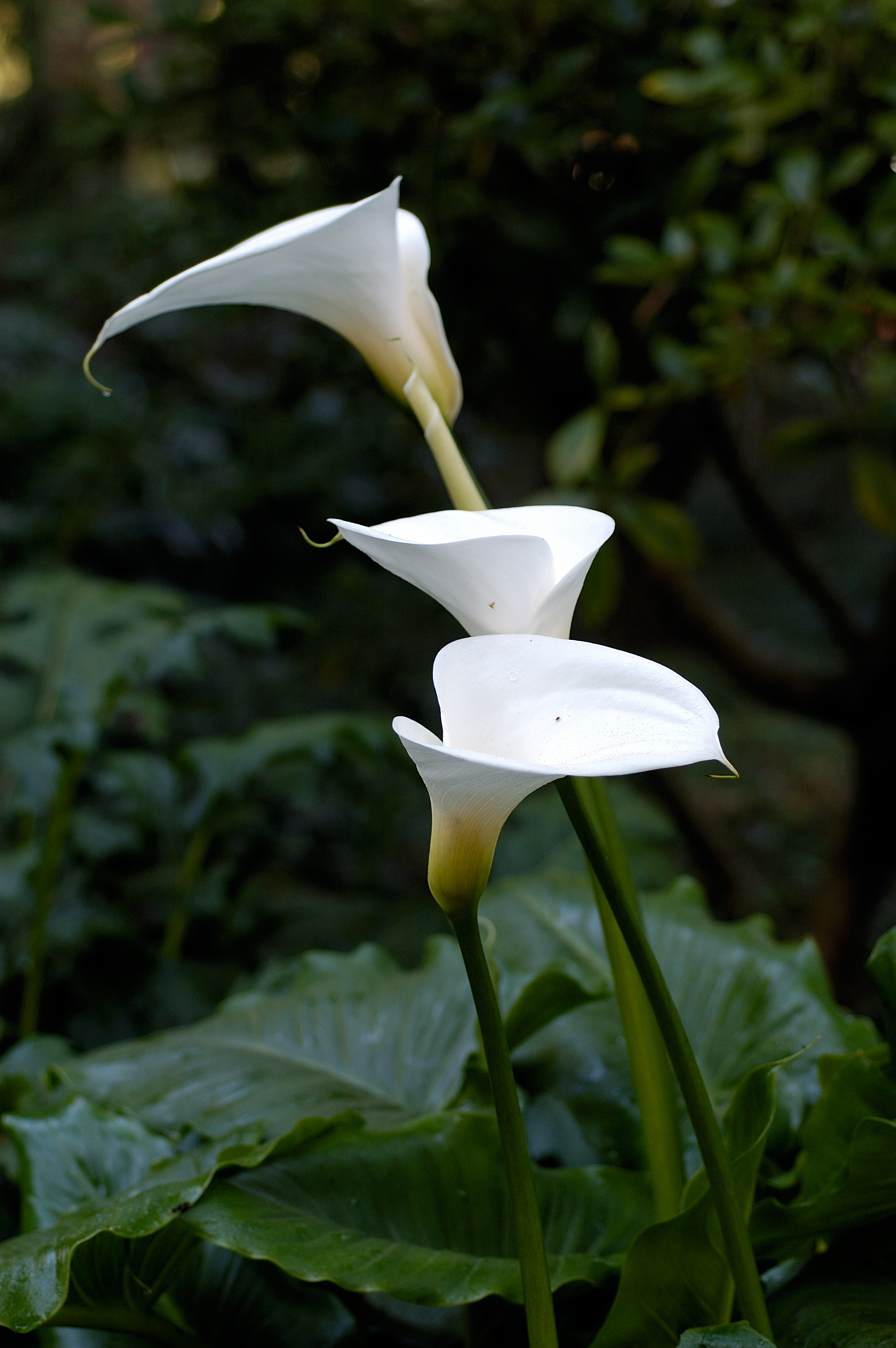
Zantedeschia aethiopica
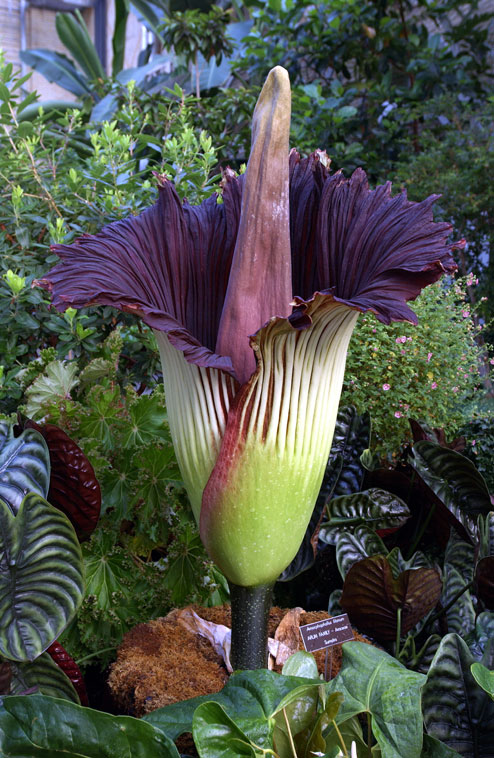
Amorphophallus titanum